# Olha Kryhina
Olha Wołodymyriwna Kryhina (ukr. Ольга Володимирівна Кригіна; ur. 2 czerwca 1982) – ukraińska zapaśniczka walcząca w stylu wolnym.
Brązowa medalistka mistrzostw Europy w 2003. Wicemistrzyni Europy juniorów w 2002 roku.